# احمد فیاض‌بخش
احمد فیاض‌بخش (متولد ۱۳۴۱ در شهرستان تهران) از مدیران صنایع در ایران است.

## تحصیلات
فیاض‌بخش دانش‌آموختهٔ دانشگاه صنعتی شریف در رشتهٔ مهندسی صنایع و برنامه‌ریزی سیستم‌ها است.

## مشاغل
فیاض‌بخش دبیر کل فعلی اتاق بازرگانی صنایع معادن و کشاورزی ایران است. قبل از آن، او مدیر عامل شرکت سرمایه‌گذاری تأمین اجتماعی (شستا) بود که در تاریخ ۳۰ شهریور ۱۳۹۲ با حکم سید تقی نوربخش، مدیرعامل وقت سازمان تأمین اجتماعی به این سمت منصوب شد. وی پیش از تصدی ریاست شستا و مشاور وزیر کار در برنامه‌ریزی‌های توسعه ای و اقتصادی صندوق ها و سمت‌های دیگری در بنگاه‌های اقتصادی حاضر در ایران داشته‌است.
معاونت خودکفایی سپاه، ریاست هیأت مدیره و مدیرعامل سازمان اقتصادی کوثر , عضویت در هیأت مدیره شرکت‌های بورسی از جمله شرکت‌های سرمایه‌گذاری بانک ملی، سرمایه‌گذاری امید، کف، سرمایه‌گذاری بوعلی، سرمایه‌گذاری شاهد، سیمان اردبیل، سیمان شمال، سیمان مازندران، سیمان درود، افرانت، توسعه صنایع نیشکر و موسسه توسعه صنعت سرمایه‌گذاری ایران و عضویت در هیأت امنای دانشکده بهداشت و حفاظت محیط کار، هیأت امنا شرکت شاهد و سازمان اقتصادی کوثر از جمله سوابق وی می باشد.
افزون بر این موارد، فیاض‌بخش تا پیش از پذیرش مسئولیت مدیرعاملی شرکت سرمایه گذاری تأمین اجتماعی، به عنوان عضو غیر موظف در هیأت مدیره شرکت‌های سرمایه‌گذاری گل گهر، سرمایه گذاری مهر ۷۸ (متعلق به بانک کشاورزی)، مدیریت سرمایه آرا، انرژی امید (متعلق به سرمایه گذاری امید)، موسسه بنیاد شریف (متعلق به دانشگاه صنعتی شریف)، بیمارستان خاتم الانبیاء و شبکه الکترونیک کشور (شاپرک) فعالیت می‌کرده است.